# Homalophis
Genre
Homalophis est un genre de serpents de la famille des Homalopsidae.

## Répartition
Les deux espèces se rencontrent sont endémiques de Bornéo. .

## Liste des espèces
Selon The Reptile Database (10 décembre 2014) :
- Homalophis doriae Peters, 1871
- Homalophis gyii (Murphy, Voris & Auliya, 2005)

## Publication originale
- Peters, 1871 : Über neue Reptilien aus Ostafrica und Sarawak (Borneo), vorzüglich aus der Sammlung des Hrn. Marquis J. Doria zu Genua. Monatsberichte der Königlichen Akademie der Wissenschaften zu Berlin, vol. 1871, p. 566-581 (texte intégral).